# بخش چامیکال
بخش چامیکال (به اسپانیایی: Departamento Chamical) یک منطقهٔ مسکونی در آرژانتین است که در استان لا ریوخا، آرژانتین واقع شده‌است.